# Mahnmal für die Opfer des Faschismus und Militarismus

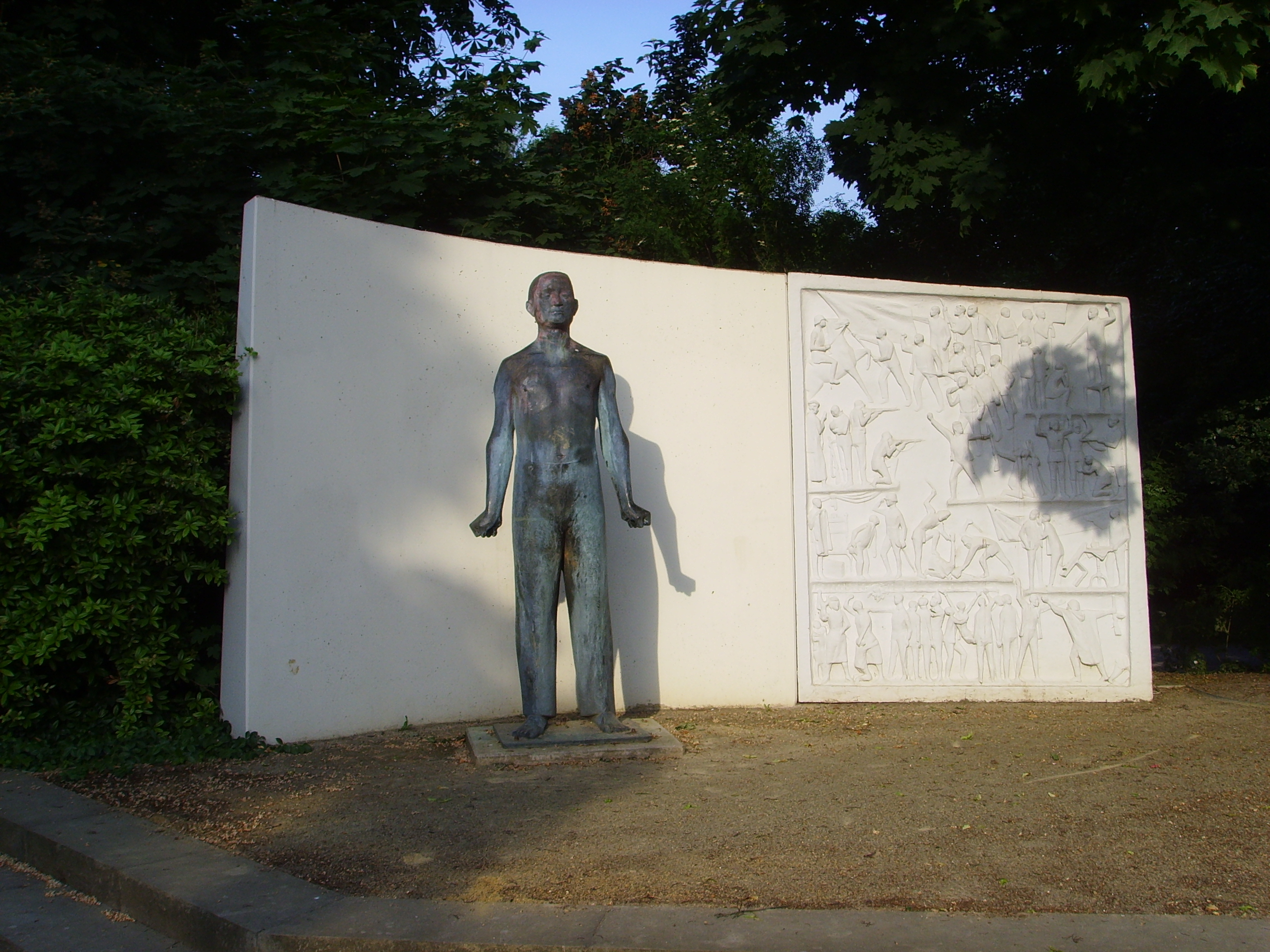
Denkmal

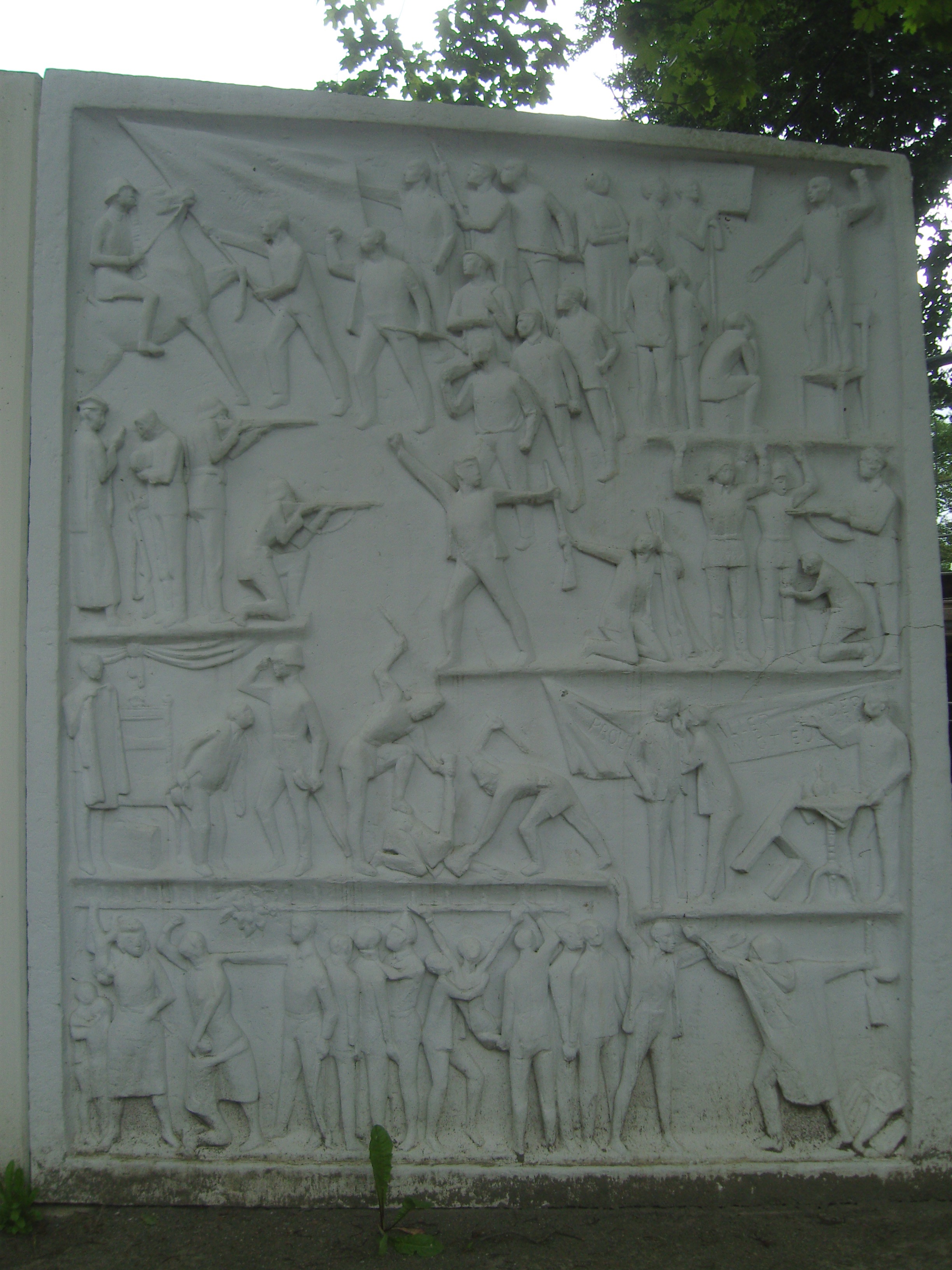
Relief

Das Mahnmal für die Opfer des Faschismus und Militarismus ist ein 1962 von Ernst Sauer geschaffenes Denkmal im Schlosspark in Senftenberg. Das Mahnmal erinnert an antifaschistische Widerstandskämpfer und Opfer des Nationalsozialismus. Heute ist es denkmalgeschützt.

## Beschreibung
Das Denkmal besteht aus zwei Teilen: einer Bronzefigur und einer Betonwand. Die Bronzefigur stellt einen aufrecht stehenden, jungen Mann dar. Seine Mimik ist entschlossen, die Arme sind mit geballten Fäusten vom Körper leicht abgestellt. Er steht mit beiden Beinen fest auf dem Boden. Die Gesamtform der Figur ist einfach und plastisch nicht überhöht dargestellt. Der Mann trägt nur eine einfache Hose, die ihn als Angehörigen der Arbeiterklasse darstellt. Der freie Oberkörper und die nackten Füße weisen auf seine nahende Exekution hin. Er steht vor einer grauen Wand, die als Diptychon gestaltet ist. Der linke Teil der Wand ist glatt und leer; der rechte Teil stellt in Reliefs Abschnitte der deutschen Arbeiterbewegung dar. Ausgangspunkt ist der Kapp-Putsch von 1920. Senftenberger Arbeiter kämpften dabei gegen die Truppen des Major Buchrucker. Fünf Senftenberger Arbeiter wurden dabei getötet. Im darauffolgenden Relief ruft die KPD zum gemeinsamen Kampf der Arbeitsklasse gegen den heranziehenden Faschismus auf. Der angebotene Stuhl ist unbesetzt und angekippt, er symbolisiert den Verrat. Eine weitere Szene zeigt, wie Arbeiter verfolgt und ermordet werden. Im letzten Relief ist ein sowjetischer Soldat als Befreier vom Faschismus abgebildet.